# Topo Gigio
El Topo Gigio es el protagonista principal de un espectáculo infantil de marionetas en la televisión italiana, creado por Maria Perego en 1958. Su primera aparición televisiva fue en 1959 en el programa italiano Canzonissima y su voz original en español fue interpretada por el actor italiano Peppino Mazzullo, para luego ser interpretado por Mario Ferré y, posteriormente, por Ernesto Corcho Segall.
Básicamente construido de gomaespuma y vestido de pequeñas ropas cuyo estilo fue evolucionando con las épocas, era animado hábilmente desde atrás mientras un fondo negro ocultaba a quienes estaban detrás de la escena. El trabajo de animación de este personaje fue famoso, como lo fue su "caída de ojos" y sus "orejas abajo", cuando estaba triste, que le daba vergüenza o quería conseguir algo.

## Nombre
"Topo" significa "ratón" en italiano. "Gigio" es una forma hipocorística del nombre Luigi ("Luis"), por lo que Topo Gigio podría traducirse como Ratón Luisito/Huicho/Lucho.

## Historia
Su primera aparición en televisión fue en 1959, en el programa Alta Fedeltà con la voz de Domenico Modugno. En 1960, el programa de media hora Storie di topo Gigio, dirigido por Guido Stagnaro y emitido los miércoles por la tarde, captó la atención de los niños.
En 1961 fue protagonista de la película "Le avventure di Topo Gigio" dirigida por Federico Caldura con guion de Guido Stagnaro y Mario Faustinelli. También fue año de su debut en el Corriere dei Piccoli, diseñado por Dino Battaglia y escrito por Maria Perego, Federico Caldura y Alberto Ongaro. Desde 1962 se publica una serie de libros con textos de Guido Stagnaro e ilustraciones de Maria Perego. En 1967, se estrenó su segunda película "Topo Gigio e la guerra del missile" dirigida por Kon Ichikawa entre Japón e Italia.
Con una personalidad amistosa e infantil, fue muy popular en Italia durante muchos años, no sólo en la televisión, sino también en revistas infantiles, como el clásico Corriere dei Piccoli, dibujos animados, mercancías y películas. En 1963, la popularidad del personaje se extendió por todo el mundo después de haber sido presentado en The Ed Sullivan Show en los Estados Unidos.
En Japón, Nippon Animation creó y emitió en 1988 y 1989 una serie de animación para la televisión de 34 episodios titulada Bentornato Topo Gigio, en la que Topo Gigio es representado como el primer ratón astronauta que viaja por la Vía Láctea, afirmando provenir de 2395. A continuación, será retransmitido en Italia por Italia 1 y en España por Telecinco. La versión italiana de la abreviatura es cantada por Cristina D'Avena junto con Peppino Mazzullo (la voz italiana de Topo Gigio).
Hoy en día, Topo Gigio sigue teniendo una cohorte de fanes fieles y se ha convertido en un icono de la cultura pop italiana. Actúa regularmente en el festival Zecchino d'Oro y en otros programas creados por Antoniano y la RAI. En 1965 se estrenó internacionalmente un largometraje de ficción, El mundo mágico de Topo Gigio. 
Cuando Topo Gigio apareció originalmente en televisión, sus programas fueron vistos en blanco y negro, y posteriormente en color. Sus programas han sido grabados en DVD.

## Características
En sus apariciones televisivas, Topo Gigio dialogaba con su contraparte humana y contaba historias y cantaba canciones, como lo son:
- "Hasta mañana, que descansen bien".
- "Ésa es mi mamá linda".
- "Quiero parecerme a mi papá".
- "El Tren de Chocolate" (2 versiones)
- "El Jaimito del colegio".
- "En un bosque de la China".
- "¡Lo dije yo primero, lo dije yo primero!".

Entre algunas características que ha mostrado se encuentran que:
- Dice oraciones, incluyendo las dirigidas a "San Peppino".
- Ha sido un gran admirador de Brigitte Bardot.
- Tiene una voz nasalizada y pronuncia la letra R fuerte con el fonema /d/.

## Presencia internacional
- A nivel internacional, debutó primero en Estados Unidos, en 1963, apareciendo en el programa The Ed Sullivan Show hablando inglés.

- En Argentina debutó en 1968 en el programa de Teleonce (hoy Telefe) La Galera y por esa vía llegó también a Uruguay siendo acompañado por el uruguayo Juan Carlos Mareco (Pinocho). Posteriormente, en la década de 1970, fue acompañado por el locutor Héctor Larrea. En 1988 Canal 11 (Argentina) emitió los miércoles en la noche "La Hora del Topo Gigio" junto al grupo Las Primas, conjunción que luego llegó al Teatro Tabarís de Buenos Aires en una obra infantil de vacaciones de invierno llamada "Las Primas del Topo Gigio". En la década de 2000 el futbolista Juan Román Riquelme comenzó a celebrar sus goles con un gesto que se hizo famoso como el festejo Topo Gigio. El saludo fue denominado en su nombre debido a que cuando los periodistas le preguntaron sobre el motivo del saludo, Riquelme contestó que a su hija le gustaba mucho el Topo Gigio, una marioneta televisiva de la década de 1980.[2] El festejo del "Topo Gigio" tomó tanta repercusión que incluso el jugador argentino Lionel Messi (considerado el mejor futbolista de la historia) también lo hizo en la Copa del Mundo 2022 disputando los cuartos de final contra la Selección de Holanda tras marcar el 2-0 parcial.

- En Brasil con Agildo Ribeiro el 28 de noviembre de 1970 era estrenado en la Red o Globo. Tuvo en los años 1990 una reaparición de la mano de Xuxa, como "invitado" en su programa "Xuxa Park" en una sección donde dialogaba con Xuxa (la cortejaba, más bien).

- En Chile participó en el programa "Una Vez Más" con Raúl Matas en Canal 13 y fue continuidad de Televisión Nacional de Chile durante la década de los 90. A mediados de esa década, apareció también en UCV Televisión. En 2018 volvió aparecer en una campaña publicitaria de Homy.[3]

- En Colombia llegó de la mano de la programadora Radio Cadena Nacional TV (RCN TV), programadora que adquirió sus derechos de transmisión del programa hecho por la cadena mexicana Televisa, con el fin de llenar cierto vacío televisivo, logrando un éxito de ráting, siendo muy querido y recordado por los nacidos entre las décadas del 70 y 80 quienes le tienen en muy alta estima, por ser un programa donde la inocencia y las virtudes de la decencia se mantuvieron presentes en todo momento, además por su tierno aspecto.[4][5]

- En Ecuador, apareció en los años 80, después desde mediados de los 90 hasta la década de los 2000 y fue altamente exitoso, a través del desaparecido canal infantil TV Patín, luego en el también desaparecido Mundo Canal (ahora Canela TV), tanto así que se tomaron la mayor parte de las versiones existentes, se vieron la versión de programas de Argentina y la versión mexicana con Raúl Astor.

- En España debutó a principios de los años 60, junto a, Ana María Solsona en el programa de TVE Amigos del martes. Llegó a ser tremendamente popular, sobre todo en los años 1980 cuando cantó "Cuchichí" junto a Enrique y Ana, llegándose a publicar sobre él una revista infantil del mismo nombre en 1963,[6] una serie de libros educativos. Además de las dos series japonesas emitidas en Telecinco durante la década de 1990, Topo Gigio hizo su aparición en el programa infantil Xuxa Park (1992). En 2021 se estrenó en el Canal Panda la serie de animación italiana Topo Gigio (2020) con la voz del actor de doblaje Jorge Tejedor.

- Muy popular también en Japón, en 1988 se produjo una serie de anime sobre él, titulada "Toppo Jijoo" (トッポジージョ). En 1989 conoció una secuela: "Yume Miru Toppo Jijo (TV)" (夢見るトッポジージョ). Las dos fueron emitidas en Europa (en España por Telecinco) con Peppino Mazzullo (conocido como el loco Hernán) como doblador de Topo Gigio.

- En la televisión mexicana, inicialmente acompañado por Raúl Astor a finales de los años sesenta y a los principios de los setenta se presentó Julio Alemán como el "papá" del Topo Gigio. El programa era presentado en la noche, y daba pie a que concluyera con las frases "A la camita" y "¡Lo dije yo primero!". Además se hizo un especial donde aparecían como invitados el Doctor Chapatín y su enfermera, interpretada por María Antonieta de las Nieves. Este especial fue reeditado y presentado años más tarde (1979) como un episodio de la serie "El Chapulín Colorado", siendo ésta la versión más conocida. Para 1986, retornó de nuevo a la pantalla chica con Raúl Astor, cubriendo una nueva temporada.

- En Perú, entre los años 1970 al 1972, el puertorriqueño Braulio Castillo acompañó al ratoncito durante varias temporadas en Panamericana. Braulio Castillo era muy popular en Perú y en Latinoamérica en esa época gracias a su triunfo como galán en la telenovela Simplemente María.[7]

- En Uruguay se hizo conocido desde su introducción en el programa de televisión argentino La Galera, siendo acompañado por el uruguayo Juan Carlos Mareco (Pinocho).[2] Además, es también la mascota oficial del club Huracán Buceo.

- En Venezuela, hizo su aparición en los años 1960 en De fiesta con Venevision con el animador Gilberto Correa por Venevisión. En los 80 regresa a la televisión venezolana junto a Guillermo "Fantástico" González en horario nocturno por Venezolana de Televisión.
- En Honduras, se conoce como topogigio a una bebida hecha a base de sabores artificiales y frutas la cual se vende en bolsas de plástico que se asemeja a un topogigio (ratón) sobre todo en las ciudades más cosmopolitas del país.
- En Latinoamérica, el canal Discovery Kids se estrenó la serie animada, basada en el mismo personaje llamado "Topo Gigio", la serie de animación italiana de 2020. Se estrenó en octubre de 2021 para la señal sur y en noviembre de ese mismo año en el resto de señales. Como dato curioso, esta serie marcó el memorial de Maria Perego, la creadora del personaje, la cual falleció en 2019, a sus 95 años.

## Repertorio conocido
De las canciones interpretadas por el Topo Gigio, entre las más recordadas están:
- Hasta mañana, que descansen (Pedro Favini),
- La Sveglieta (Doménico Modugno),
- Mamma Twist (Bixio),
- Carísimo Pinocho (D.A.R.),
- La Felicidad (Palito Ortega),
- O sole mío (Di - Capua),
- Esta tarde vi llover (Armando Manzanero),
- Non ho l'eta per amarti (D.A.R.),
- Ob la di Ob la dá (Lennon - McCartney),
- Arroró (D.A.R.),
- Fueron los días (G. Raskin - Vers. Cast. Leonardo),
- Vuelta alrededor del mundo (D.A.R.),
- Cielito lindo (Tradicional).

## Discografía
- 1969: "En Navidad" (EP) - POLYDOR
- 1969: "A mis queridos amiguitos" (EP) - POLYDOR
- 1969: "La Bamba - La Felicidad" (Simple) - POLYDOR
- 1969: "Mamita querida - Cumpleaños feliz" - POLYDOR
- 1978: "Mis canciones" - POLYDOR
- 1979: "Topo Gigio Bear" (Simple) - POLYDOR
- 1980: "El profeta ratón - Canciones para agradar" (Simple) - POLYDOR
- 1981: "Topo Gigio" (EP) - POLYDOR
- 1982: "Chiquillada" (EP) - POLYDOR
- 1983: "Titirando - El mochilero" (Simple) - POLYDOR
- 1984: "Mi despedida" (Simple) - POLYDOR - Junto a Juan Carlos Mareco
- 1985: "De fiesta con el Topo Gigio" - MUSIC HALL
- 1985: "El tren de chocolate" - MUSIC HALL
- 1986: "Para mis amiguitos" - MUSIC HALL
- 1986: "Lo dije yo primero" - PHILIPS
- 1986: "Él es mi amigo" - PHILIPS
- 1987: "Los niños del mundo" - MUSIC HALL
- 1988: "Compañerito de escuela" - PHILIPS
- 2003: "La fiesta del Topo Gigio" - SONY MUSIC
- 2004: "Tomá leche" - MIS
- 2006: "Sopa de caracol" - MIS
- 2007: "Canciones de navidad" - MIS
- 2009: "Grandes Éxitos" - GARRA RECORDS
- 2014: "Topo Gigio y sus secuaces" Papelitos RECORDS